# Леонтьев, Сергей Михайлович (военный)
Сергей Михайлович Леонтьев (24 сентября 1858 — после 19 сентября 1916) — полковник Российской императорской армии. Участник русско-японской и Первой мировой войн. Обладатель Георгиевского оружия.

## Биография
Сергей Михайлович родился 24 сентября 1858 года. По вероисповеданию был православные. Окончил Ярославскую военную прогимназию. 18 июня 1875 года поступил на службу в Российскую императорскую армию. Был произведён в офицеры в переменный состав 162-го пехотного запасного батальона. 8 августа 1877 года получил старшинство в чине прапорщика, 27 января 1880 года — в чине подпоручика, 3 мая 1881 года — в чине поручика. Окончил Офицерскую стрелковую школу, с оценкой «успешно». Произведён в капитанский чин, со старшинством с 15 марта 1891 года. В течение 16 лет и 7 месяцев был командиром роты, в течение 3 лет, 8 месяцев и 20 дней был командиром батальона. Произведён в подполковники, со старшинством с 26 февраля 1903.
Принимал участие в русско-японской войне. 6 декабря 1911 года получил старшинство в чине полковника. По состоянию на 1 марта 1914 года служил в 199-м пехотном Кронштадтском полку.
Участвовал в Первой мировой войне. С 8 января 1915 года был командиром 268-го пехотного Пошехонского полка. По состоянию на 11 июня 1915 года находился в той же должности. До 20 марта 1916 года состоял в резерве чинов при штабе Петроградского военного округа. С 20 марта по 15 июня 1916 года занимал должность командира 437-го пехотного Сестрорецкого полка. Высочайшим приказом от 15 июня 1916 года был отчислен от должности по состоянию здоровья и был назначен в резерв чинов при штабе Петроградского военного округа. По состоянию на 19 сентября 1916 года служил в том же чине и при том же резерве чинов. 19 сентября 1916 года был назначен помощником начальника 10-й пехотной запасной бригады.
Дальнейшая биография в источниках отсутствует.

## Награды
Сергей Михайлович Леонтьев был удостоен следующих наград:
- Георгиевское оружие (Приказ по армии и флоту от 12 ноября 1917)[2];
- Орден Святого Владимира 3-й степени с мечами и бантом (Высочайший приказ от 18 июня 1915);
- Орден Святого Владимира 4-й степени с бантом (1908);
- Орден Святой Анны 2-й степени (1910);
- Орден Святого Станислава 2-й степени (1905); мечи и бант к ордену (1907).